# Club Natació Reus Ploms
El Club Natació Reus Ploms, també anomenat Els Ploms, és un club esportiu de la ciutat de Reus.
Nascut com un club de natació, en les seves instal·lacions s'hi desenvolupen les següents seccions i activitats: Arts Marcials (Judo, Taekwondo, Boxa i Capoeira), Atletisme, Bàsquet, Ciclisme, Escacs, Excursionisme i Trail, Gimnàstica Rítmica, Hoquei sobre patins, Natació de lleure i Natació de competició, Natació sincronitzada, Salvament i Socorrisme, Pàdel, Patinatge artístic, Tennis, Triatló i Waterpolo. A més, també disposa de dues sales de musculació i Fitness; i servei d'Activitats Dirigides.

## Història del Club
L'any 1915, un grup de joves: Albert Pallejà, Antoni Gispert, Domenec Mutlló i Josep Màdico, es desplaçaven a la platja de Salou per a poder practicar la natació. Al grup inicial s'hi van afegir alguns amics: els Barrera, Mallorquí, Graso, Adserà, Carbonell, Sotorra, Jove, Vallverdú, Portal, Marca, Balsells, Alsina, Solé, Casanovas i Gilabert. Un senyor natural de Suïssa, de nom Charles Pistor, que es banyava tant a l'estiu com a l'hivern a la platja de Salou on els joves anaven, els va començar a impartir les primeres classes de natació a l'estil d'aquella època, i de seguida van decidir practicar sistemàticament la natació. Aquest grup es reunia a Reus, en un hort que hi havia a l'entrada de la ciutat pel camí de Valls, amb sortida pel carrer de Santa Eulàlia, on practicaven gimnàstica.
El 1918, decidiren constituir-se com a Club, i així es creà Els Ploms, nom o paraula que el mestre suís donava a aquell grup, ja que els deia que s'enfonsaven a l'aigua com ploms.
El Club va augmentar en nombre de socis i van decidir comptar amb un local propi. En una reunió celebrada al Centre de Lectura s'acceptà el pressupost de l'industrial de la fusta Josep Carbonell, per a dur a terme una caseta a la platja de Salou, que valia 3.500 pessetes en total, a pagar 500 pessetes d'entrada i la resta en lletres acceptades i renovables a conveniència del Club. En la mateixa reunió i per a fer front al pagament, es va acordar d'emetre 100 bons de 5 pessetes a pagar al Club quan es pogués, hi havia la creença que no s'acabarien de pagar mai. Aquests bons estaven firmats per Nil Alsina, com a president, per Ernest Graso com a secretari, i per Miquel Portal com a tresorer.
En una altra reunió que es va celebrar en el Bar Amèrica de Reus, es va acordar l'actual nom del Club. Fins a aquell moment per a tothom era només El Ploms, a partir d'aquella reunió ja passà a denominar-se ‘Club Natació Reus «Ploms»’, pioners de la natació en aquesta ciutat. També es decidí l'adjudicació dels primers números de soci a través d'un sorteig.
Els primers carnets de soci van ser entregats el dia 1 de novembre de 1921, i estaven firmats els primers per Nil Alsina, com a president, i el segon a partir de juliol de 1922 per Joan Marca. El 15 de juliol de 1921, el Sr. Antoni Gispert, va protagonitzar per primera vegada la Travessa al Port de Salou, amb un temps de 27 minuts. El 9 de novembre de 1921, es va convocar una reunió per a aprovar el primer reglament del Club.
L'any 1927, es va demanar i fou acceptada, la inscripció a la Federació Catalana de Natació, amb el nom de ‘Club Natació Reus «Ploms»’.
L'any 1930 s'iniciaren les tasques de construcció de la primera piscina de les comarques meridionals, de 25 metres a l'aire lliure, en uns terrenys de propietat del soci Ramon Barrera Ébano, que posteriorment donaria al Club, amb la condició que mai el Club els pogués vendre ni hipotecar mentre no existís una altra instal·lació que fos superior en qualitat a la construïda. Aquesta piscina fou inaugurada el dia 12 de juny de 1932, en un acte solemne, disputant-se per a l'ocasió unes proves de natació i salts aquàtics.
L'any 1931, es va fundar la secció de Bàsquet, el 1934 la secció de Tenis, el 1943 la d'Hoquei Patins, i en diferents anys es van anar constituint les diferents modalitats esportives. Actualment (2018) l'entitat té 14 seccions.
Durant els anys de la Guerra Civil espanyola, els esports de competició del club quedaren sense activitat; malgrat tot, el club va seguir existint.
El 23 d'octubre de 1939, es redacten uns nous reglaments del Club, que foren acceptats el 27 d'octubre del mateix any, amb l'arribada de l'Any de Victòria, pel governador Civil de la Província de Tarragona. A partir de l'any 1939, el Club tornà a agafar força i es reincorporaren els socis fundadors, que els esdeveniments de la Guerra Civil obligaren a marxar a l'exili. A tots els efectes se'ls conservà el número de soci.
Més endavant el Club adquirí una finca al costat de la piscina, on es va poder fer una pista d'atletisme de 300 metres de corda. Fins a aquells moments, els atletes del club realitzaven els seus entrenaments al Camp de Futbol del Cataluña Nueva.
L'any 1948, es va comprar el casal senyorial conegut com a Palau Bofarull, per a utilitzar-lo de seu social; aquell local l'havia confiscat la Falange Española als seus antics propietaris, la Societat El Olimpo. Per a poder comprar el local es realitzà una emissió d'obligacions de 500.000 pessetes, que es van pagar complint els terminis d'amortització marcats. L'any 1985, el local social va ser venut a la Diputació de Tarragona, traslladant la seu social i les oficines del Club a les instal·lacions esportives de la carretera de Tarragona.
El 25 de setembre de 1957 s'inaugurà el primer pavelló poliesportiu, on hi havia annexa una piscina coberta de petites dimensions. Aquest pavelló servia també per a la gimnàstica i hi participà el que va ser un dels millors gimnastes del món, Joaquim Blume.
L'any 1974 fou inaugurada la piscina de 25 metres coberta amb una piscina petita per a l'ensenyament de la natació; així mateix, a l'estiu del 1975 fes va inaugurar la piscina de 50 metres descoberta, considerada en aquella època una de les millors d'Espanya, amb la celebració d'uns Campionats d'Espanya Absoluts d'Estiu. Aquesta instal·lació fou iniciada durant la Presidència en la Secció de Natació de D. Francesc Reig Carbonell, empresari de la zona i insigne nedador del club en la dècada dels 50, posseïdor de diversos rècords nacionals de natació i guanyador de la popular travessa al Port de Barcelona.
Dintre de les millores de les instal·lacions i amb l'augment de la pràctica de l'esport, el Club va posar en marxa la construcció d'un Pavelló Cobert en el qual poguessin allotjar-se les seccions de Bàsquet, Gimnàstica Rítmica, Hoquei Patins i Patinatge Artístic. Per això es va inaugurar el pavelló actual el dia 19 d'abril de 1986, durant la presidència de l'empleat de banca i constructor Jordi Gras.
L'any 1993, l'artista Pilarín Bayés dedicà una obra al Club, amb la cita "Per al Reus Ploms orgull de tot Catalunya".
Al Sr. Jordi Gras, el succeí el 1994, l'advocat Antoni Castelló que no va ser reelegit, i el 1997 s'inicià el mandat de Josep Casanovas.
El 19 de desembre de 2009 se celebraren les terceres eleccions de la història del Club (91 anys després de llur fundació), disputades entre la candidatura de Jordi Cervera i la d'Andreu Giménez Fort. Aquest últim fou escollit amb 353 vots a favor sobre un total de 660.
Després de sis anys de mandat, el 19 de desembre de 2015 se celebren novament les eleccions a la Presidència i nova Junta, essent elegit per tres vots de diferència el Sr. Isidre Guinjoan Aymemí.
El Govern de la Generalitat de Catalunya li va concedir la Creu de Sant Jordi l'11 d'abril de 2017.
Des del 1970 el club organitza la biennal internacional de fotografia esportiva Fotosport. Es tracta del saló fotogràfic patrocinat per la FIAP més antic de Catalunya i l'únic en el món dedicat exclusivament a l'esport.

### Patinatge artístic
- Susanna Espinal, patinadora artística que l'any 1992 es va classificar, en segon lloc, en el Campionat d'Europa Júnior de Siena (Itàlia).

### Atletisme
- Lluís Mas i Ossó, atleta guanyador d'un Jean Bouin en categories infantils.

### Hoquei Patins
Cal destacar que el Club Natació Reus Ploms va ser un dels introductors de l'Hoquei Patins en aquestes comarques.
En l'any 1946, va quedar Campió d'Espanya de 1a Divisió, amb el primer equip i l'equip que estava en la 2a categoria, quedà classificat en 2n lloc.

## Presidents del Club[8]
El club ha tingut al llarg de la seva història els següents presidents:
- Nil Alsina Gels, de 1917 a 1921.
- Joan Marca Miró, de 1922 a 1928.
- Albert Pallejá Carnice, de 1929 a 1930.
- Joan Marca Miró, de 1931 a 1933.
- Josep Andreu Abelló, de 1934 a 1939.
- Ramon Barrera Banús, de 1939 a 1956.
- Josep Urgellès Morell, de 1957 a 1958.
- Pere Cartanyà Aleu, de 1959 a 1967.
- Joan Sirolla Ribé, de 1967 a 1985.
- Jordi Gras Martin, de 1985 a 1993.
- Antoni Castelló Auqué, de 1994 a 1997.
- Josep Casanovas Gilabert, de 1997 a 2009.
- Andreu Gimènez Fort , de 2009 a 2015.
- Isidre Guinjoan Aymemí, actual President.

## Palmarès

### Tennis Taula
- 1 Campionat provincial de Tarragona femení: 1966

### Hoquei Patins
- 1 Copa d'Espanya / Copa del Rei: 1946
- 1 Copa Germans Pironti: 1947